# 64 (газета)
«64» — еженедельное шахматно-шашечное приложение к газете «Советский спорт», издавалось с 5 июля 1968 года по 31 декабря 1979 года (всего вышло 599 номеров). Тираж в 1979 составил 100 тысяч экземпляров. 
Главный редактор — Т. Петросян (1968—1977), Я. Нейштадт (1978—1979). В приложении публиковались партии, учебно-методические материалы, информацию по теории и истории шахмат и шашек, о различных соревнованиях, проблемные статьи по композиции, советы начинающим, иностранную шахматную хронику и другие материалы. 
Основные разделы: 
- «Учитесь правильно играть»,
- «Нам пишут»,
- «Задачи и этюды»,
- «Ход в конверте»,
- «В вашу картотеку»,
- «Из страны в страну» и другое.

В каждом номере 2—3 страницы посвящались шашкам. В 1980 заменено журналом «64 — Шахматное обозрение». 